# Beecher (cràter)
Beecher és un cràter d'impacte en el planeta Venus de 40,4 km de diàmetre. Porta el nom de Catharine Beecher (1800-1878), educadora estatunidenca, i el seu nom va ser aprovat per la Unió Astronòmica Internacional el 1994.